# Mar Galcerán
Pour les articles homonymes, voir Galcerán.
 (mai 2024).
La mise en forme du texte ne suit pas les recommandations de Wikipédia : il faut le « wikifier ».
Les points d'amélioration suivants sont les cas les plus fréquents. Le détail des points à revoir est peut-être précisé sur la page de discussion.
- Les titres sont pré-formatés par le logiciel. Ils ne sont ni en capitales, ni en gras.
- Le texte ne doit pas être écrit en capitales (les noms de famille non plus), ni en gras, ni en italique, ni en « petit »…
- Le gras n'est utilisé que pour surligner le titre de l'article dans l'introduction, une seule fois.
- L'italique est rarement utilisé : mots en langue étrangère, titres d'œuvres, noms de bateaux, etc.
- Les citations ne sont pas en italique mais en corps de texte normal. Elles sont entourées par des guillemets français : « et ».
- Les listes à puces sont à éviter, des paragraphes rédigés étant largement préférés. Les tableaux sont à réserver à la présentation de données structurées (résultats, etc.).
- Les appels de note de bas de page (petits chiffres en exposant, introduits par l'outil «  Source ») sont à placer entre la fin de phrase et le point final[comme ça].
- Les liens internes (vers d'autres articles de Wikipédia) sont à choisir avec parcimonie. Créez des liens vers des articles approfondissant le sujet. Les termes génériques sans rapport avec le sujet sont à éviter, ainsi que les répétitions de liens vers un même terme.
- Les liens externes sont à placer uniquement dans une section « Liens externes », à la fin de l'article. Ces liens sont à choisir avec parcimonie suivant les règles définies. Si un lien sert de source à l'article, son insertion dans le texte est à faire par les notes de bas de page.
- La présentation des références doit suivre les conventions bibliographiques. Il est recommandé d'utiliser les modèles {{Ouvrage}}, {{Chapitre}}, {{Article}}, {{Lien web}} et/ou {{Bibliographie}}. Le mode d'édition visuel peut mettre en forme automatiquement les références.
- Insérer une infobox (cadre d'informations à droite) n'est pas obligatoire pour parachever la mise en page.

Pour une aide détaillée, merci de consulter Aide:Wikification.
Si vous pensez que ces points ont été résolus, vous pouvez retirer ce bandeau et améliorer la mise en forme d'un autre article.
Mar Galcerán, nom court usuel de María del Mar Galcerán Gadea, née le 28 octobre 1977 à Valence, est une femme politique espagnole membre du Parti populaire (PP). Elle est députée au Parlement de la Communauté valencienne depuis le 14 septembre 2023. 
Elle est ainsi devenue à 45 ans la première députée régionale espagnole avec le syndrome de Down,, après que plusieurs personnes concernées par ce handicap physique et mental se sont illustrées comme modèles d'activistes et au-delà en politique ainsi que dans la vie publique, médiatique, artistique et culturelle en Espagne notamment, cependant qu'elle s'illustre même potentiellement comme la première parlementaire trisomique 21 au monde, du moins la première élue locale d'une assemblée d'Europe avec cette particularité génétique.

## Biographie

### Origines et débuts
Née avec la trisomie 21 sous son nom complet de María del Mar Galcerán Gadea dans sa ville espagnole de Valence en 1977, Mar Galcerán s'est intéressée à la politique dès son adolescence du côté de la droite classique et a rejoint le Parti populaire implanté dans la région toujours chère à son cœur à l'âge de 18 ans, voyant dans l'implication au sein de ce parti de tendance plutôt libérale-conservatrice une bonne façon de conjuguer traditionalisme espagnol, de foi chrétienne catholique, valeurs de mérite et respect affirmé des personnes handicapées, comme doctrine dans l'action politique. Après un parcours scolaire mené de manière complète en milieu ordinaire, cette personne humaine intelligente et sociable, passionnée de danse et de course à pied, préoccupée des droits fondamentaux des femmes, filles, enfants ou personnes en situation de handicap physique et mental, s'est insérée sur le plan socio-professionnel et a été auxiliaire de puériculture, puis fonctionnaire territoriale pendant de nombreuses années, dont treize ans dans le milieu politique en tant que stagiaire auprès du président du gouvernement de Valence, ainsi que quatre ans auprès d'Asindown, une organisation valencienne activiste qui milite pour les familles élevant des enfants trisomiques 21 et les aide, et dont elle-même a exercé la vice-présidence. Alors, la jeune femme n'a jamais cessé de ressentir son devoir de militer, et de "lutter" en première ligne au quotidien, contre les discriminations subies par elle et les autres à cause de la différence génétique et plus largement. En effet, elle retient de son combat directement mené pour l'inclusion scolaire que le milieu ordinaire peut justement être difficile à vivre et inadapté à elle et à bien d'autres plutôt que l'inverse, notamment au moment de l'adolescence, puisqu'elle a été une collégienne et lycéenne marquée par « "le rejet". "J'avais des camarades mais je n'avais pas d'amis, parce qu'ils me voyaient comme une personne différente" et "ne comptaient pas sur moi" », témoigne-t-elle ainsi. Mais, plus que le système scolaire, la société ou les politiques publiques tels qu'ils sont, vers lesquelles elle a cependant résolu de se tourner dans une logique d'activisme au cours même de cette jeunesse difficile, elle remercie sa famille comme un soutien essentiel et indispensable dans ses choix personnels.

### Carrière politique parlementaire
En mai 2023, Mar Galcerán se présente au vingtième rang sur la liste du Parti populaire pour les élections régionales valenciennes du dimanche 28. Au terme de ces élections, il manque un siège à son parti pour qu'elle-même devienne membre des Corts Valencianes ; cependant, lors de la nomination du député de son propre parti Ernesto Fernández Pardo au poste de directeur général de l'Entidad Valenciana de Vivienda y Suelo (es), c'est finalement elle qui, après une élection, le 7 septembre, rejoint le Parlement des Corts au dix-neuvième siège de ce parti. Cette nomination représente une avancée majeure et un symbole sans précédent d'une grande force réelle, sachant qu'elle a été la première personne atteinte du syndrome de Down à siéger dans un parlement régional espagnol et que, de l'avis de l'association à but non lucratif Down España (d) , elle pourrait même être la toute première personne avec ce syndrome à siéger en tant que parlementaire au niveau notamment d'une assemblée locale européenne.« « La société commence à se rendre compte que les personnes trisomiques ont beaucoup à apporter. Mais c’est un très long chemin » », a affirmé l'Espagnole, tandis qu'Agustín Matía Amor, membre de l’association, a quant à lui salué un « « énorme pas en avant » et un « exemple d’inclusion », précisant que « Nous n’avons entendu parler de personne d’autre » » dans le monde. Aussi, en tant que membre des Corts, ayant réussi à devenir femme politique parlementaire et bénéficiant d'une marge d'action pratique y compris du point de vue de la vie publique et médiatique, Mar Galcerán entend-elle se donner pleinement les moyens d'activement contribuer à son espérance d'éliminer les préjugés qui continuent du fait de l'ignorance persistante de pénaliser en l'irriguant l'ensemble de la société. C'est justement à ce titre que cette authentique activiste de l'inclusion bienveillante et pédagogique déclare : « Je veux que les gens me considèrent comme une personne, et pas seulement pour mon handicap. ». Partagée à grande échelle par les médias européens, abondamment remarquée comme un signal très positif pour toutes les personnes trisomiques, handicapées et autres, la nomination de celle qui, précisément, constitue ainsi un modèle d'affirmation de soi et de sa différence vécue singulièrement a été saluée notamment par Carlos Mazón, le président populaire conservateur élu en mai du gouvernement régional de Valence. Celui-ci a qualifié l'avancée constituée par l'inclusion d'une députée atteinte de cette forme de handicap de « grande nouvelle pour la politique, qui permet de surmonter les obstacles ». C'est un tournant sociétal d'autant plus révolutionnaire que des réactions d'internautes parfois ignorants ont été mitigées.
Dans l'hémicycle et ailleurs, souriante et volubile, d'un quotient intellectuel dont la valeur tout-à-fait développée se conjugue avec une sociabilité et beaucoup de qualités humaines adaptées à la vie publique, elle s'exprime avec aisance jusqu'à faire oublier sa condition physique et mentale particulière. Elle juge favorablement la révision constitutionnelle ayant remplacé le terme « diminués » par « personnes handicapées », jugeant le premier comme « une offense, une insulte ».
Cette réforme de la Constitution ne se limite de plus pas à ce symbole verbal car elle élargit les droits légalement énoncés des personnes handicapées. Il s'agit de la troisième révision constitutionnelle depuis son adoption en 1978, et la première à caractère social. La nouvelle formulation rappelle cependant beaucoup le fait que "les mots comptent", insiste Mar Galcerán elle-même, qui appelle à considérer toutes les personnes en situation de handicap comme des "personnes" tout court, indépendamment de "leur maladie". Concrètement, là où l'article 49 de la Constitution d'Espagne disposait que "les pouvoirs publics mènent une politique de prévention, de traitement, de réadaptation et d'intégration des diminués physiques, sensoriels et mentaux", la nouvelle formulation proposée et adoptée grâce à son activisme insiste plutôt sur l'idée que "les personnes handicapées" en général exercent leurs droits, et non plus bénéficient de cette assistance, tout en ayant justement la garantie de le faire "dans des conditions de liberté et d'égalité réelles et effectives" - adaptées à elles en faveur de leur bien-être, de leur santé, de leur sécurité et de leur épanouissement optimal, en tant que personnes, comme les autres et en milieu médical ou surtout ordinaire. Le texte de loi nouvellement validé prévoit également, conformément à la vision des choses défendue par la députée, que "les besoins spécifiques des femmes et des mineurs handicapés" seront particulièrement pris en compte.

### Personnalités connexes
En Espagne, l'acteur Pablo Pineda, de Malaga, ou la conseillère municipale de Valladolid Ángela Covadonga Bachiller sont également des personnalités politiques ou publiques trisomiques 21 qui s'investissent activement contre les discriminations, à l'image de l'Artésienne Éléonore Laloux, personnalité politique, publique, médiatique et autrice, en France.

### Citation[13]
« Je vous demande de travailler, de ne rien abandonner car vous pouvez réaliser ce que vous avez décidé. Au début, c’est difficile, mais il faut se dépasser, se fixer des buts et des objectifs car au final, quel qu’en soit le prix, avec de la persévérance, on y parvient toujours. »